# Francesco Zuccarelli
Francesco Zuccarelli, född 15 augusti 1702 i Pitigliano, död 30 december 1788 i Florens, var en italiensk konstnär.
Zuccarelli var bördig från Toscana och kom omkring 1732 till Venedig, där han sedan förblev bosatt med undantag av några längre besök i England 1752–1762 och 1765–1771 samt sina sista år som han tillbringade i Florens. 1772 blev han president för Venedigs konstakademi. Zuccarelli började troligen som figurmålare, men övergick snart helt till landskapsmåleriet.

## Galleri

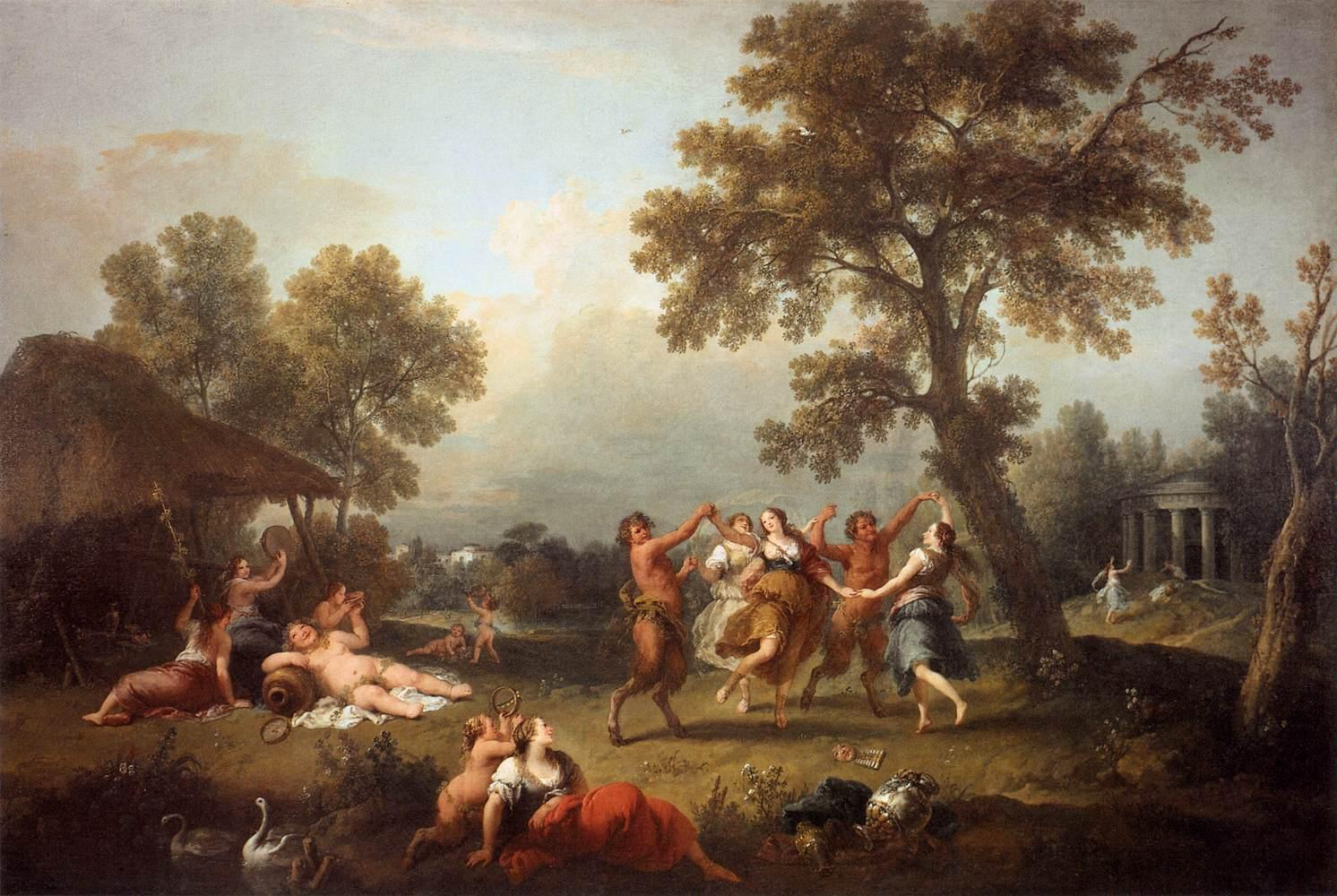
Backanal.
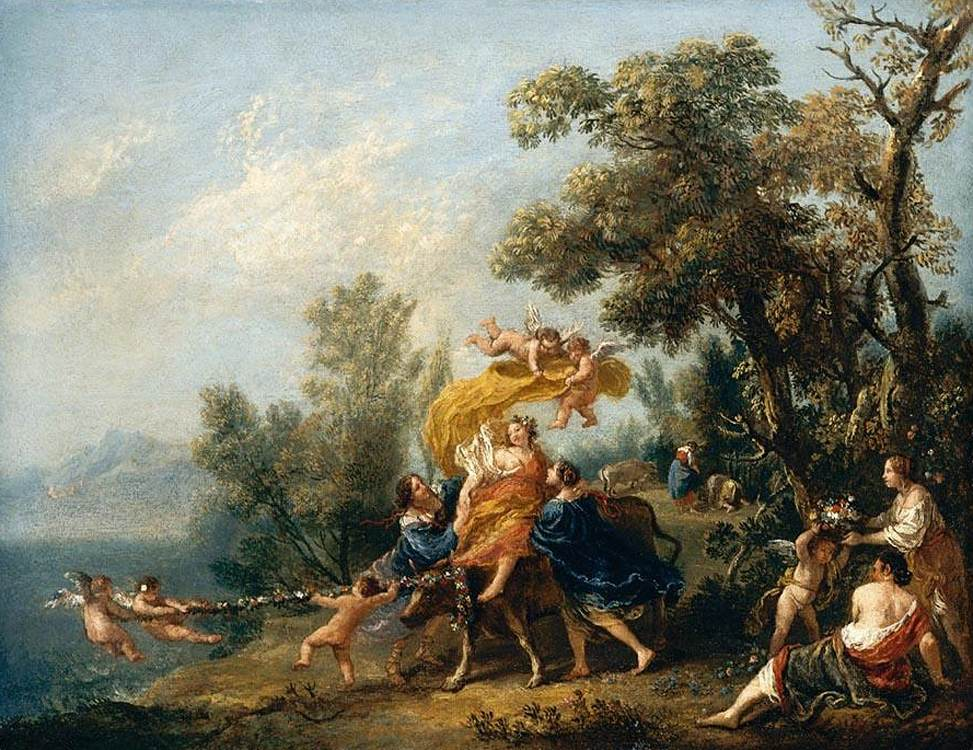
Bortrövandet av Europa.
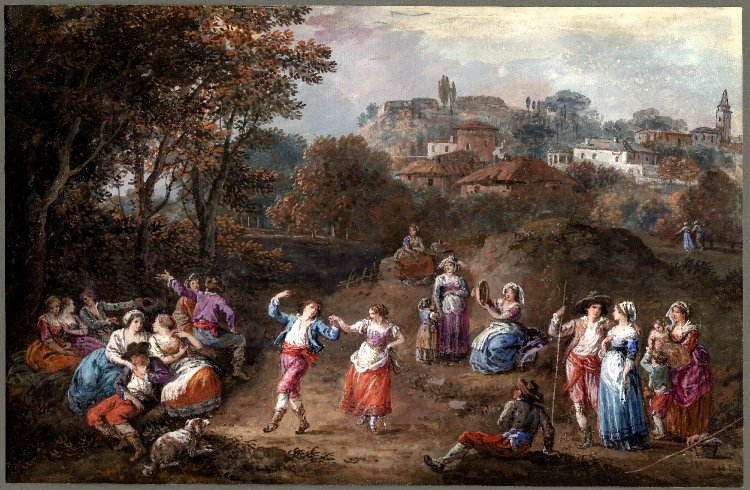
Italienskt landskap med fest och dans.
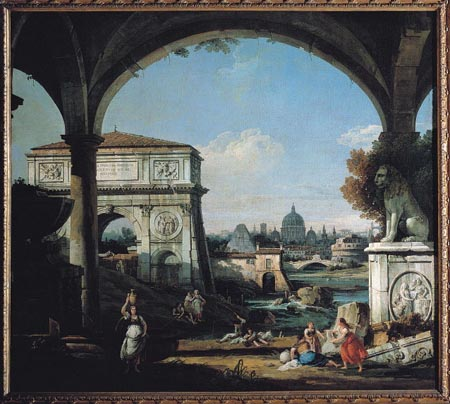
Capriccio romano.
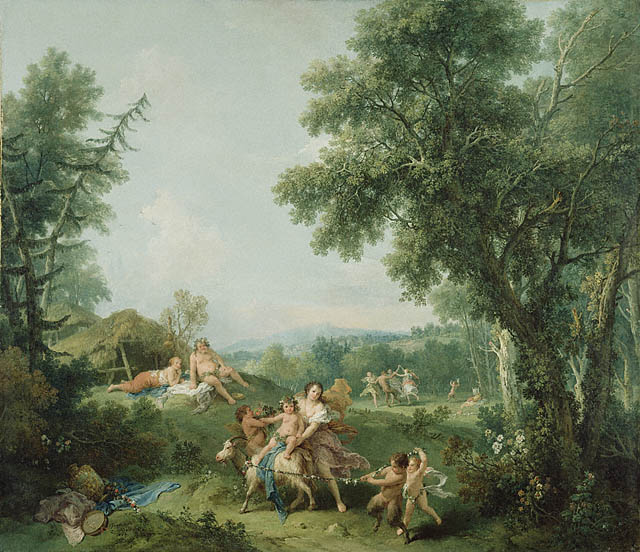
Landskap med Baccus fostran.